# Edward S. Hagedorn

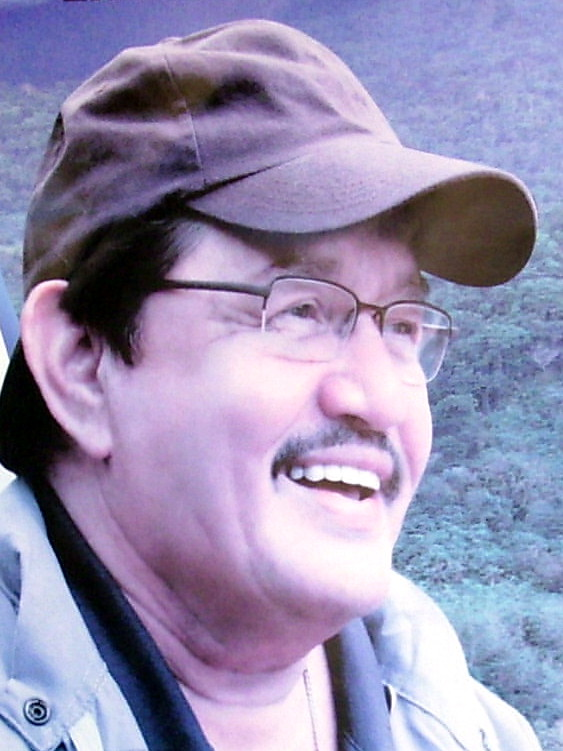
Edward S. Hagedorn (2010)

Edward „Ed“ Solon Hagedorn (* 12. Oktober 1946 in Parañaque; † 3. Oktober 2023) war ein philippinischer Politiker. Er amtierte von 1992 bis 2001 und von 2002 bis 2013 als Bürgermeister von Puerto Princesa.
Hagedorn besuchte die St. Andrew’s School in Parañaque und das San Sebastian College – Recoletos in Manila. Es folgte ein Studium an der University of the East in Manila. Er wurde 1992 erstmals zum Bürgermeister von Puerto Princesa gewählt und trat das Amt am 1. Juli an. Bei den Wahlen 2001 konnte er verfassungsgemäß nicht mehr für eine weitere Amtszeit kandidieren. Sein Nachfolger wurde Victorino Dennis M. Socrates. Nach einer Verfassungsänderung des Obersten Gerichtshofs gewann er allerdings 2002 vorgezogene Neuwahlen und war vom 12. November 2002 bis 30. Juni 2013 erneut im Amt. Sein Nachfolger wurde der bis dahin zweite Bürgermeister Lucilo Rodriguez Bayron.
Edward Hagedorn starb im Oktober 2023 im Alter von 76 Jahren.

## Familie
Seine Eltern waren der deutschstämmige Alexander Hagedorn und Gliceria Solon. Hagedorn war mit Maria Elena „Ellen“ Marcelo Hagedorn verheiratet und hatte zwei Kinder, Eva Christie S. Hagedorn und Elroy John S. Hagedorn. Ellen Hagedorn und ihr Neffe, Mark David Morato Hagedorn, kandidierten im Mai 2013 für das Amt des Bürgermeisters und Vizebürgermeisters von Puerto Princesa, konnten aber kein Mandat erringen. Mark Hagedorns Vater und Edward Hagedorns Bruder, Douglas S. Hagedorn, wurde 2013 erstmals für den Dritten Kongressdistrikt Palawans ins Repräsentantenhaus gewählt.